# 최시형 선생 묘
최시형 선생 묘는 대한민국 경기도 여주시 금사면 주록리에 있다. 1986년 4월 10일 여주시의 향토유적 제8호로 지정되었다.

## 개요
최시형(1827~1898)은 고종대의 종교인으로 동학(東學)의 제2대 교주(敎主)이다. 초명은 경상(慶翔)이고 본관은 경주(慶州)이며 호는 해월(海月)이다. 경주 출신으로 최종수(崔宗秀)의 아들로 태어났으나 일찍이 고아가 되었다. 19세 때 밀양 손씨(密陽 孫氏)를 맞아 결혼한 뒤 28세 때 경주 마복동(馬伏洞)으로 옮겨 농사를 지었는데 이곳에서 집강(執綱)으로 뽑혀 6년 동안 성실하게 소임을 수행하였다.